# Атлетико Судзука
«Атлетико Судзука» (яп. ヴィアティン三重 Аторэтико Судзука, англ. Atletico Suzuka) — японский футбольный клуб из города Судзука, префектура Миэ. Играет в Японской футбольной лиге, четвёртом дивизионе в системе лиг Японии.

## История
Первоначально клуб был базировался в Набари в 1980 году и назывался «Миэ Клуб». В 1982 году он стал членом Футбольной ассоциации Миэ и присоединился к лиге префектуры. В 1991 году клуб поднялся в высший дивизион и оставался там до 2005 года.
В 2006 году клуб был переименован в «Миэ Рамполе» и получил цель стать первой командой Джей-лиги из префектуры Миэ. В 2008 году клуб объединился с командой «Судзука», которая стала молодёжным составом клуба. В 2009 году клуб был переименован в «Судзука Рамполе» и, соответственно, перебазировался в Судзуку. Это было сделано из-за того, что данный город обладает более подходящими условиями для содержания команды. Кроме того, город Судзука известен своей трассой Формулы-1. Клуб получил статус ассоциированного члена Джей-лиги.
С 2016 по 2020 год команда носила название «Судзука Анлимитед», пока не была переименована в «Судзука Пойнт Геттерс», сменив эмблему и цвета, чтобы отразить присутствие трассы в городе.
В 2023 году клуб попал в скандал с договорным матчем. В последнем туре клуб уступил команде «Сони Сэндай», чтобы «Веертин Миэ», принципиальный соперник, не повысился в Джей-лигу 3 и, тем самым, не стал первым представителем префектуры Миэ в профессиональных лигах Японии. Кроме этого, в клубе было множество проблем с управлением. По этим причинам клуб был лишён статуса клуба 100-летнего плана, полученного ранее. Джей-лига потребовала улучшить управление и инфраструктуру клуба для получения лицензии Джей-лиги 3.
23 октября 2023 года команда была выкуплена компанией Kyodo Rubber.
С 2024 года команда носит современное название.

## Стадион
Изначально клуб играл на стадионе «Уэна Атлетик Парк». Но после переезда в Судзуку новым стадионом стал «Спорт Гарден Судзука», вмещающий 12 500. Однако, из этих мест только 3 300 являются сидячими, что стало одним из препятствий для получения клубом лицензии Джей-лиги 3.